# Giuseppe Domenico de Totis
Giuseppe Domenico De Totis (Roma, 1645 circa – Roma, 4 novembre 1707) è stato un poeta e librettista italiano.

## Biografia
Nacque a Roma nel 1645 ca. da Felice De Totis e Caterina Zeccadoro. Fratello di Carlo Vincenzo De Totis, vescovo della diocesi di Gubbio, negli anni Ottanta del Seicento fu al servizio del cardinale Benedetto Pamphilj. Fu poi procuratore legale e uditore del cardinale Pietro Ottoboni. Entrato nella prelatura della curia romana, nel 1690 divenne votante della Segnatura di giustizia. Dal 1691 fu membro della congregazione della Sacra Visita Apostolica, di cui divenne segretario nel 1698. Fu pure votante nella Segnatura di grazia e segretario della congregazione della Fabbrica di S. Pietro.
Come letterato fu membro dell'accademia degli Umoristi, della quale fu anche segretario, di quella degli Infecondi e dell'Arcadia, cui aderì con il nome di Filedo Nonacrio. Fu autore della tragedia L'Evilmero (1679) e di importanti testi per musica, fra i quali gli oratori S. Lorenzo (1672); S. Maria Maddalena de' Pazzi (mus. Giovan Battista Mariani); Ismaele esiliato (mus. Giovanni Bicilli e Alessandro Scarlatti); S. Rosa del Perù; Il sacrificio d'Abramo; le opere: L'Idalma (1680; mus. Bernardo Pasquini); Tutto il mal non vien per nuocere (1681; mus. A. Scarlatti); La Psiche (1683; mus. A. Scarlatti); L'Aldimiro (1683; mus. A. Scarlatti); La Rosmene (1690; mus. A. Scarlatti); La caduta del regno delle Amazzoni (1690; mus. B. Pasquini); L'Agrippina (1691; mus. Giovanni Lorenzo Lulier, mai eseguita; 1708, Nicolò Porpora), e la cantata di Natale I pastori di Bettelemme (1688; mus. Giuseppe Pacieri).